# Tram ATM serie 5300
Le vetture tranviarie serie 5300 dell'ATM di Milano erano una serie di elettromotrici tranviarie a carrelli, costruite nel 1955 dalla Breda.
Costituivano l'evoluzione delle vetture serie 5200, costruite tre anni prima, con le quali condividevano gli equipaggiamenti meccanici ed elettrici, differenziandosi però per la forma delle cabine, più spaziose, e per la presenza della frenatura elettrica a pattini.
Dalla prima metà degli anni settanta le vetture serie 5300 vennero utilizzate per allestire le semicasse di testa dei "Jumbotram" serie 4800.